# MSNBC

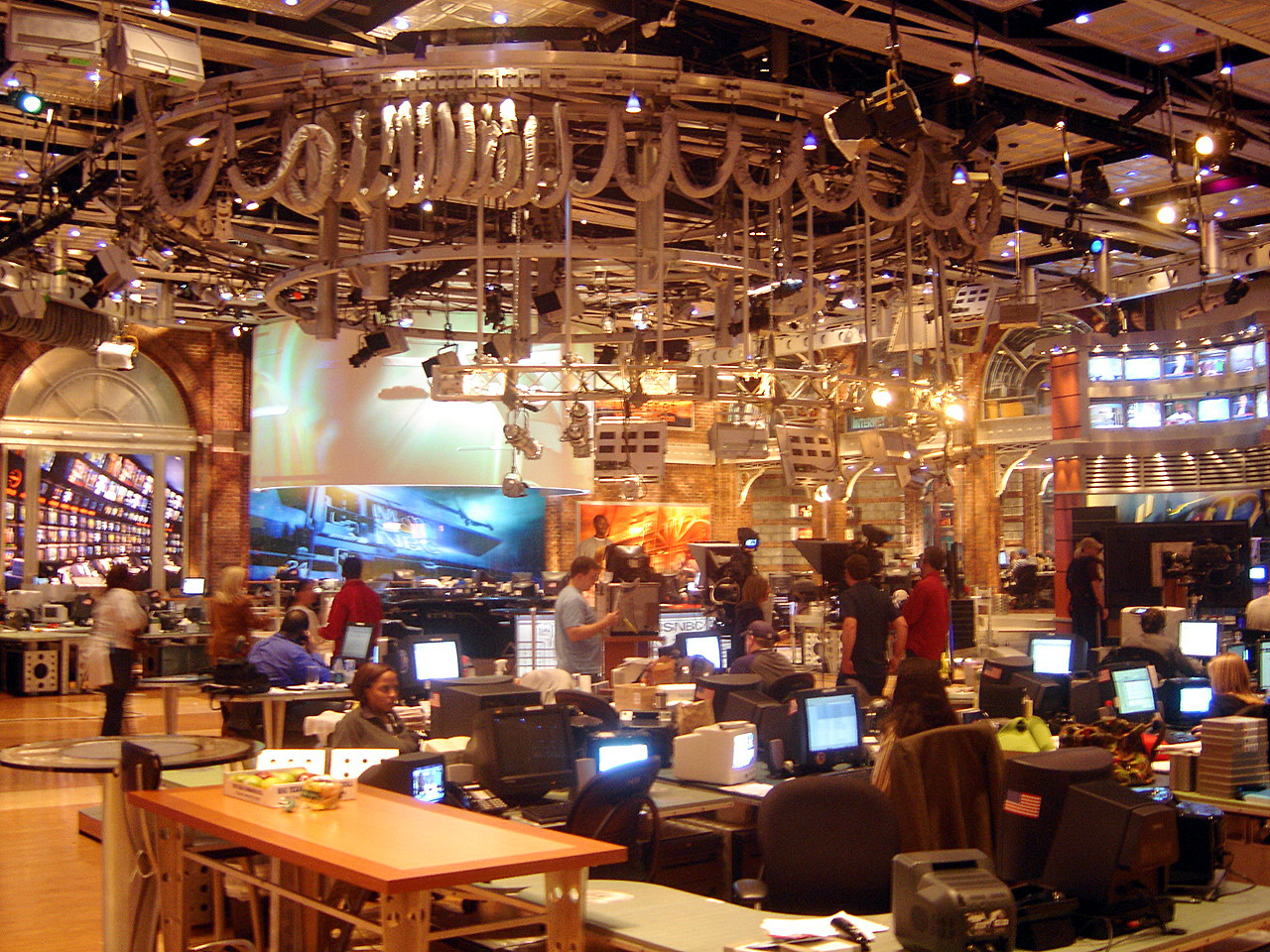
MSNBC位於美國紐澤西州的舊總部。

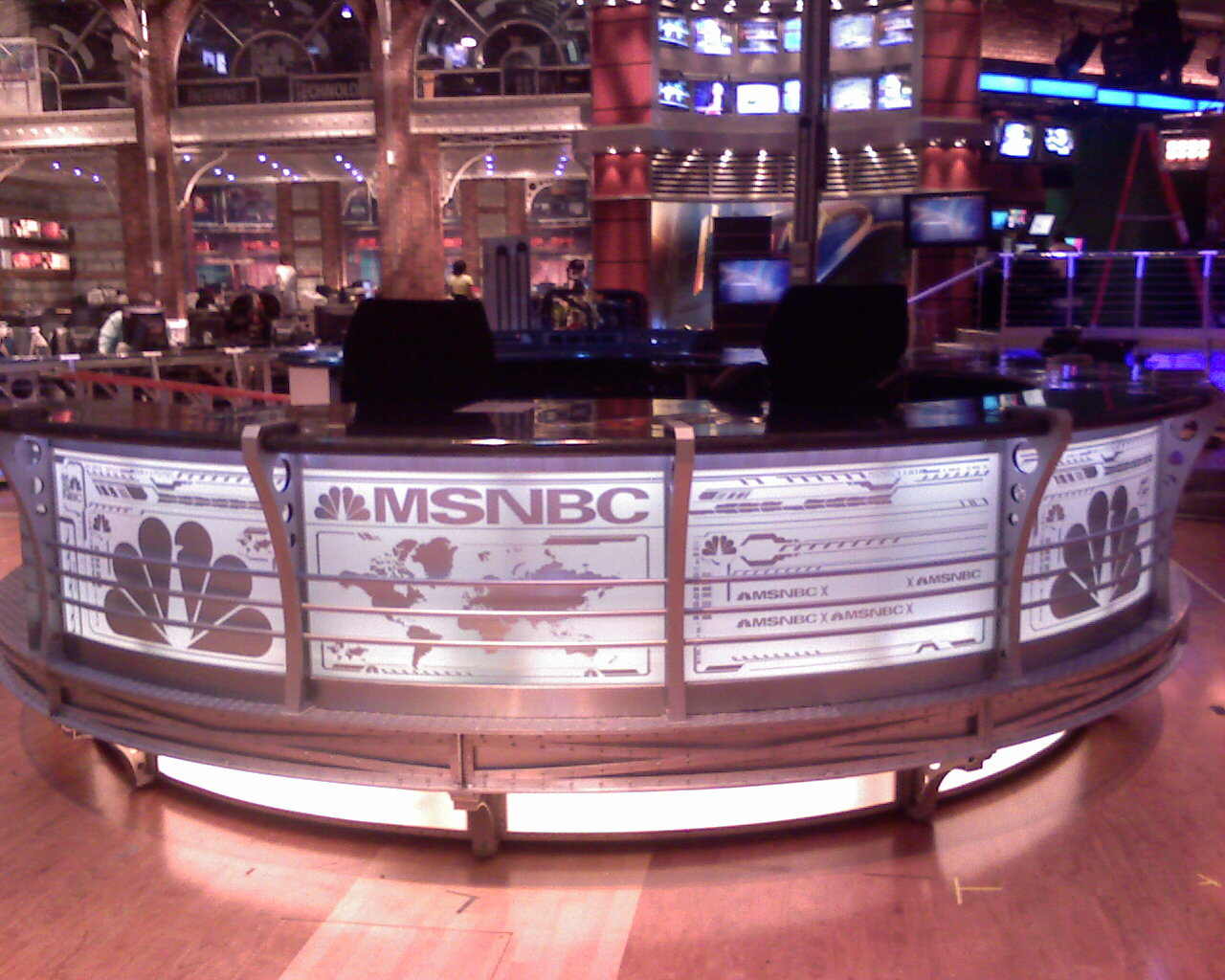
MSNBC位於美國紐澤西州的舊攝影佈景。

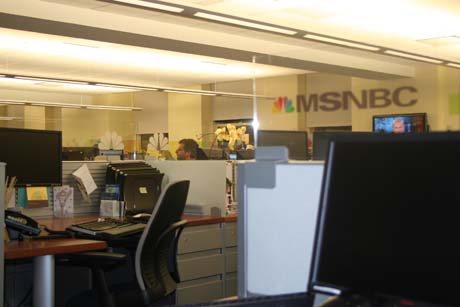
MSNBC目前位於美國紐約市的新聞室。

MSNBC，中国大陆标准译名为微软－全国广播公司，是美國NBC新聞系列頻道的有線電視新聞頻道，為美國收視人數第二高的有線電視新聞頻道（僅次於福克斯新聞頻道），另一個播放財經新聞的有線頻道為CNBC。MSNBC在加拿大也可收看。頻道名稱「MSNBC」是結合了「Microsoft」（微軟）和「NBC Universal」兩間公司。
MSNBC是在1996年由微軟和通用電器公司（GE）的NBC共同出資成立，後者現為NBC環球公司（NBC Universal）。在創立初期，MSNBC是由微軟和NBC共同經營。而2005年12月23日NBC環球宣佈買下MSNBC的主要股份，微軟的持股僅剩18%。MSNBC與姊妹頻道CNBC同樣共用NBC標誌中的彩虹孔雀圖案。
2012年7月15日，微軟與NBC發表聲明，結束16年的合作關係，NBC收購微軟持有的50%股票。因此MSNBC亦被视为NBC新聞旗下的系列台。MSNBC現已啟用自己的新聞網站，即msnbc.com。

## 播送
MSNBC僅在美國、加拿大、部份拉丁美洲地區以及非洲播映。在2001年成立了頻道的加拿大版本「MSNBC Canada」，很快的在三年後（2004年）停業，加拿大境內改為播映美國版本的MSNBC頻道。

### MSNBC非洲
在南非，MSNBC以「MSNBC Africa」的頻道名稱在當地的Free2View TV衛星系統提供免費收視，由Great Media Limited和MSNBC合資設立。Free2View在美東時間下午4點至凌晨12點之間播出MSNBC的節目，並包括來自「Weather Plus」的當地天氣預報。
波札那的國家電視頻道BTV也提供了完整的MSNBC播映（包含廣告），播出時間在該頻道自己的節目於晚間播放完畢後。BTV在波札那境內才能收視，其他的南非觀眾也可透過DStv收看。

### 歐洲和亞洲
在歐洲和亞洲，MSNBC並沒有所屬的頻道。然而MSNBC每天會在歐洲和中東的Orbit News新聞頻道中播出數個小時。此外MSNBC也偶爾會在關係頻道CNBC歐洲台上播出。
在英國，若有美國的重大新聞發生，現已關閉的ITN頻道不定時的會播出MSNBC的新聞內容，部份MSNBC的新聞報導也會出現在該頻道中。

### NTV-MSNBC
在土耳其，「NTV-MSNBC」是土耳其電視台NTV Turkey旗下的頻道。這個頻道由兩間公司共同出資，頻道僅播出少部份土耳其的自製內容，大部分以英語為主的內容會被翻譯成土耳其語。

## 網路事業

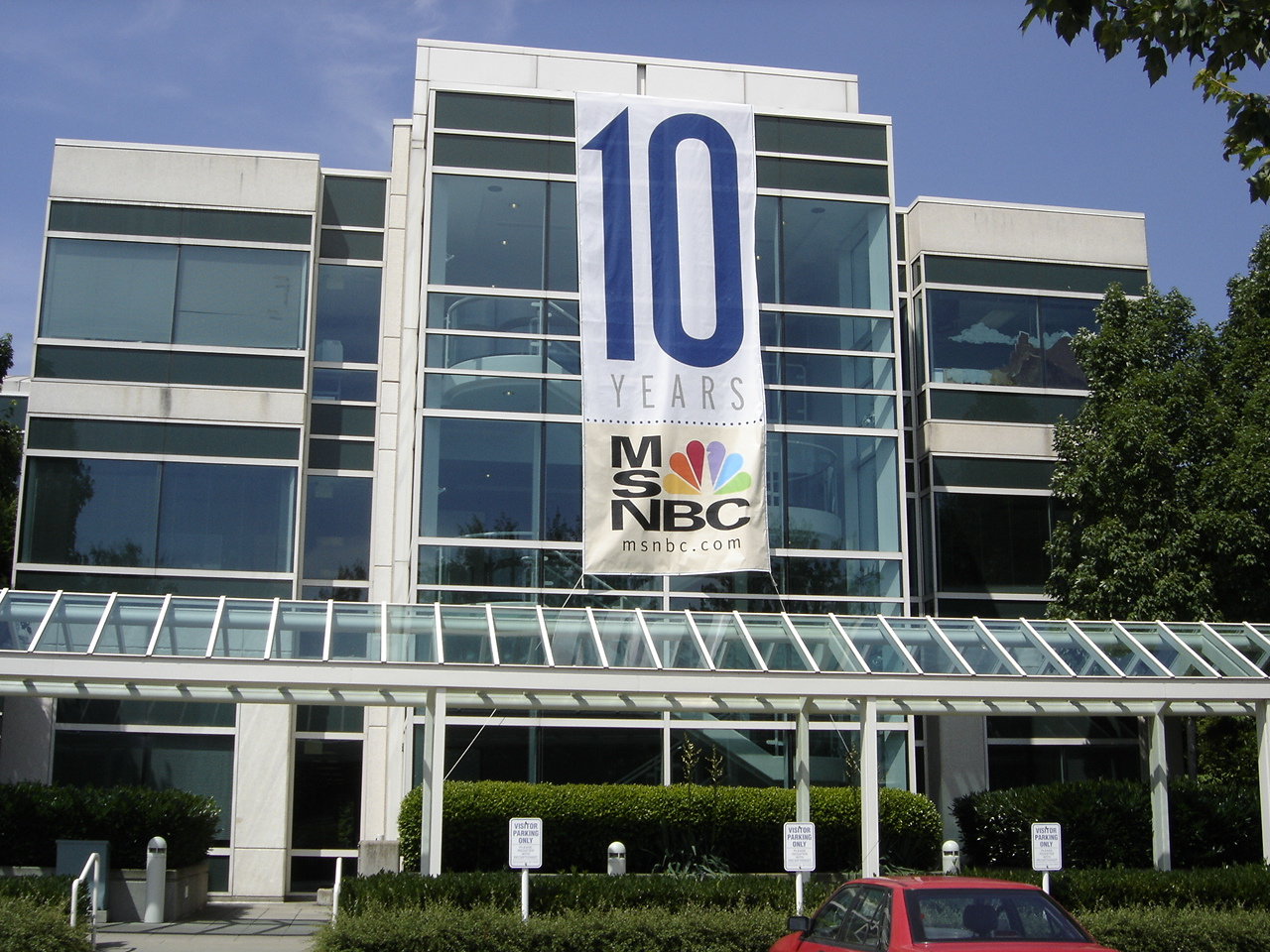
Msnbc.com在2006年邁入十週年。

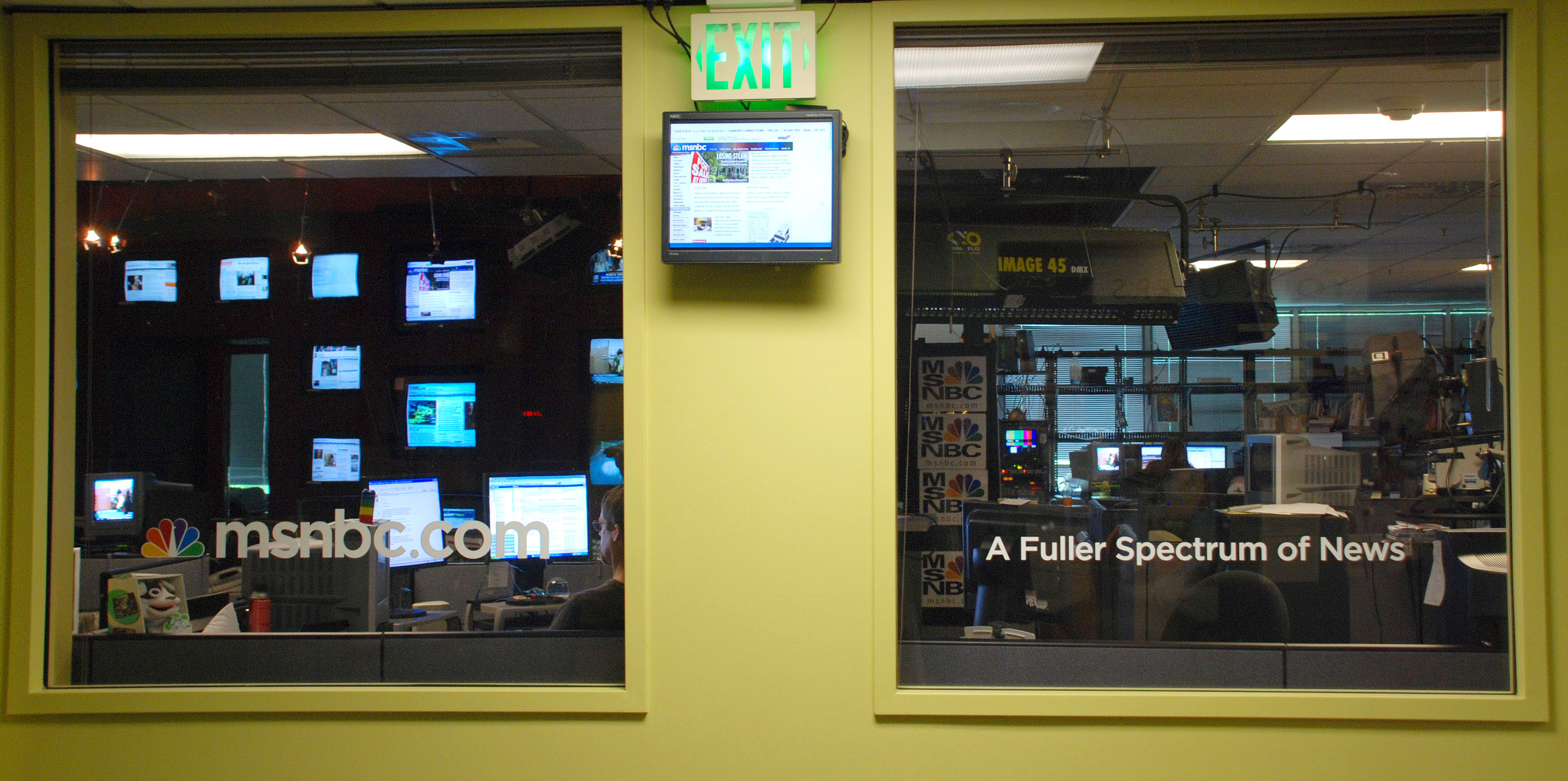
Msnbc.com的主新聞室。

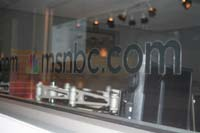
Msnbc.com在紐約市的新聞室。

Msnbc.com是NBC新聞家族頻道的新聞匯集網站，包括來自《今日秀》（Today）、《NBC晚間新聞》（NBC Nightly News）和《換日線NBC》（Dateline NBC）的內容，此外也有MSNBC所提供的節目內容。此外網站也有製作原創的新聞和報導，MSNBC.com同時也提供了來自合作夥伴的報導文章，包括《新聞週刊》和《華盛頓郵報》等。
網站總部是設在华盛顿州雷德蒙德的微軟園區中，而新聞報導內容則是在位於雷德蒙德、紐約和倫敦的新聞室中製作。同時MSNBC.com也是微軟MSN網路服務的新聞提供來源。但MSNBC.com和MSN是兩間財務和營運都完全分開的公司。
MSNBC.com在美國網路新聞市場中的主要競爭對手為雅虎新聞（Yahoo! News）和CNN。

## 目前播放的節目
- First Look：清晨時段的新聞節目，由MSNBC主播主持，也包括了來自「NBC Weather Plus」的氣象預報。
- Morning Joe：晨間新聞節目，由美國前眾議員喬·斯卡伯勒（Joe Scarborough）擔任主要主持人。
- MSNBC Live，MSNBC的日間新聞節目，以當天最重要的新聞為核心，由頻道的主播和特派記者主持。
- CNBC Market Wrap：簡短的美國市場動態評析，在上午取代整點的新聞快報播出，由頻道的主播主持。
- Hardball with Chris Matthews：由克里斯·馬休斯（Chris Matthews）主持，節目內容包括了政治和其他的新聞，以及政治家專訪和辯論。
- Race for the White House：美國總統大選分析節目。
- martin bashir: 巴希尔评论一天新闻。主要报道美国政治。
- news nation: 新闻国家 新闻报道。主要报道美国社会新闻和国际新闻。
- last word with lawrence o'donnell： 最后播报。一天最后一期直播节目。
- MSNBC Doc Block：播放兩支來自NBC News的紀錄片。
- Your Business：以中小企業為主的財經節目。
- 會見新聞界（Meet the Press）：重播當日在NBC頻道播出的晨間訪談節目。

## MSNBC、NBC新聞主播與特派記者

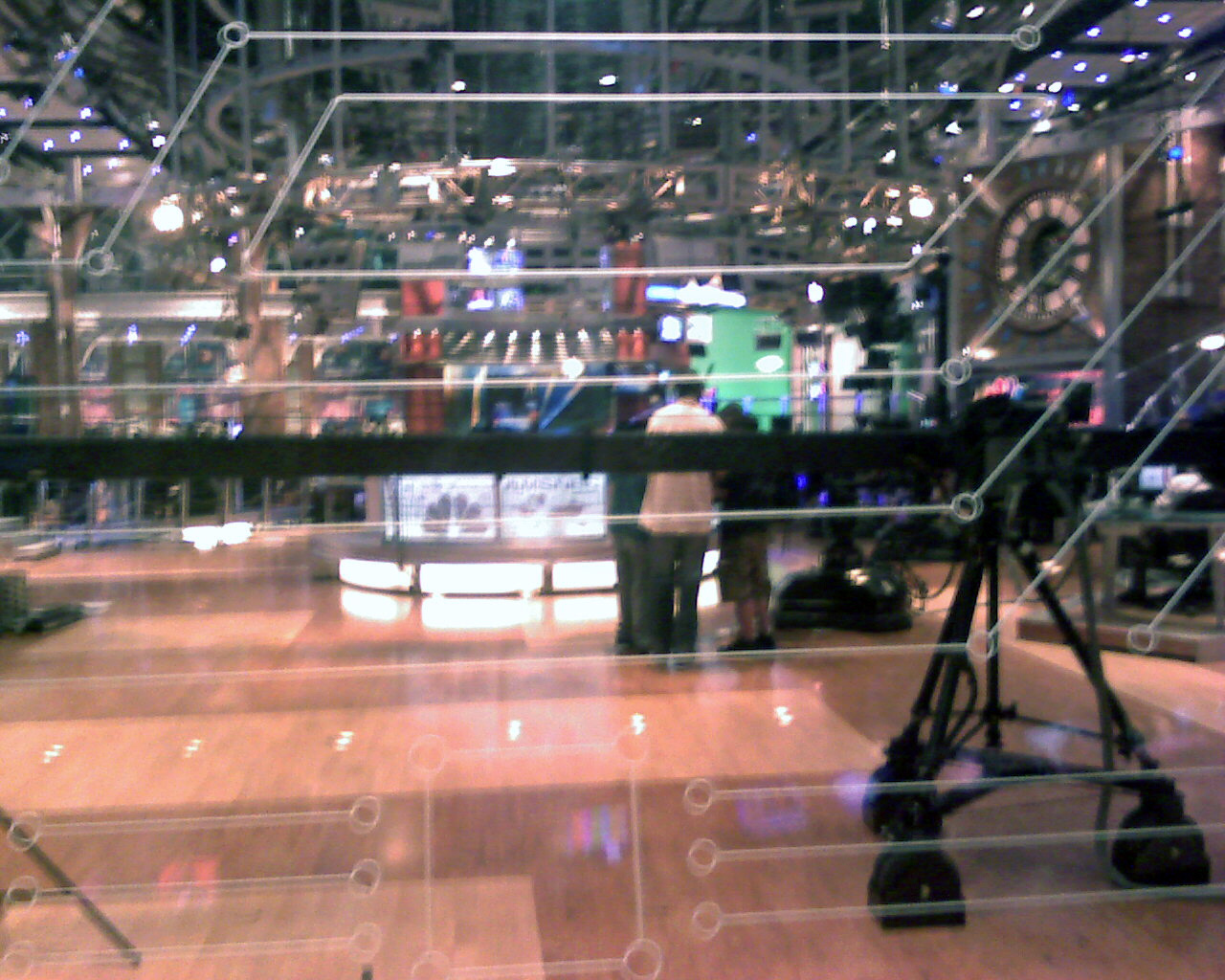
MSNBC位於紐澤西州的舊總部。

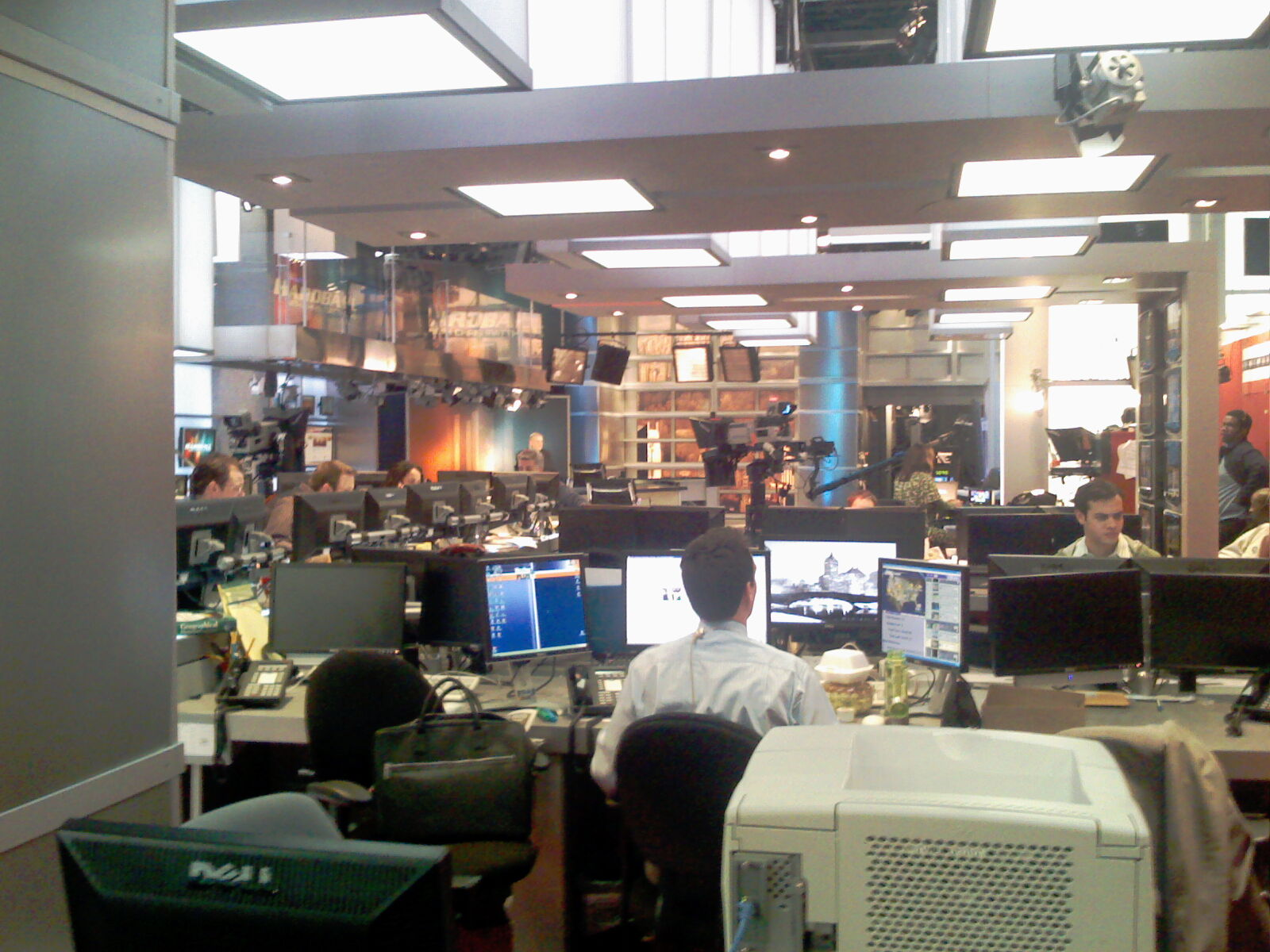
MSNBC目前位於紐約市的總部攝影棚。

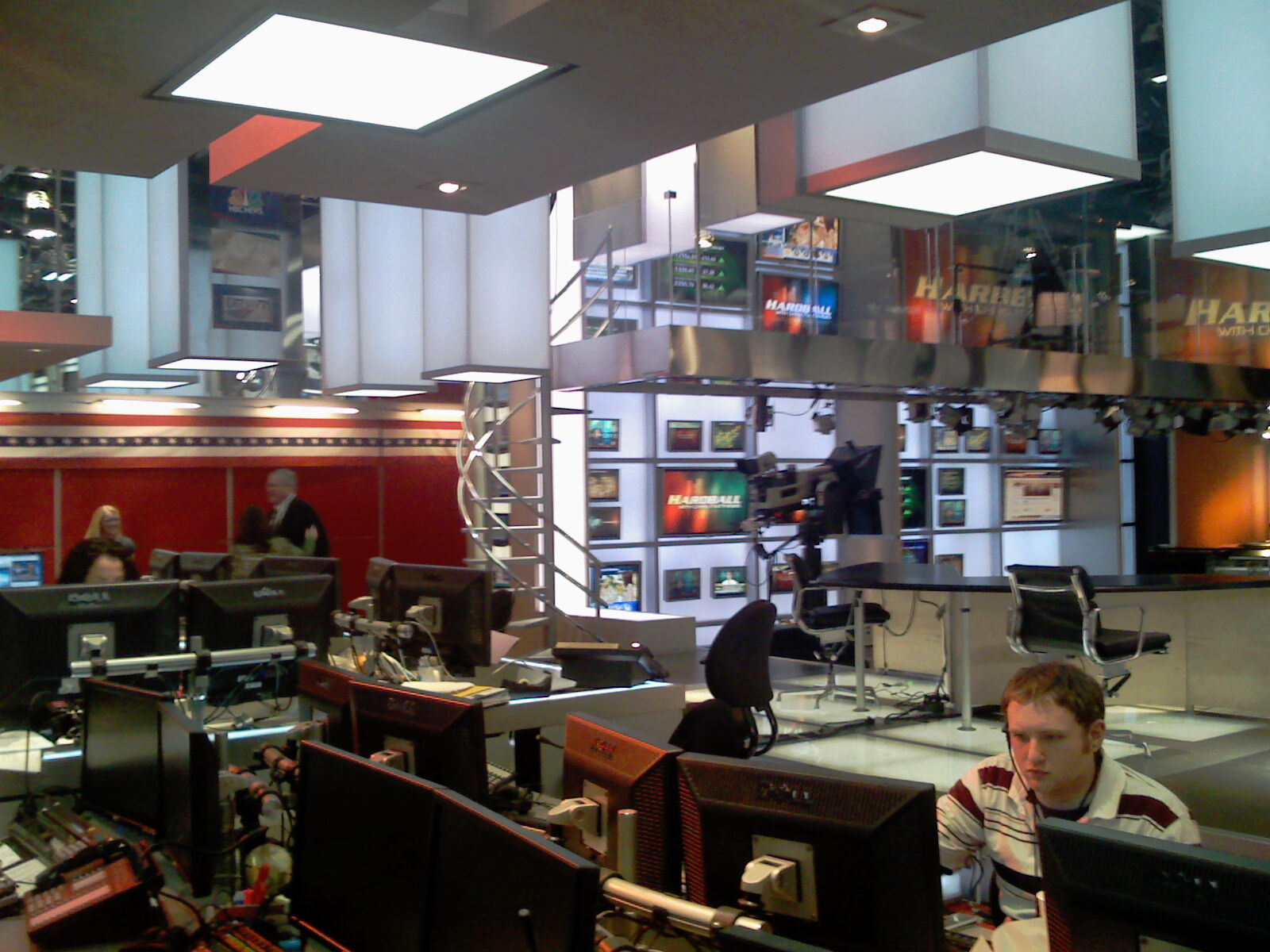
MSNBC目前位於紐約市的總部攝影棚。

| - Peter Alexander - Ron Allen - Ali Arouzi - Jane Arraf - Tom Aspell - Tiki Barber - Robert Bazell - Ron Blome - Mike Boettcher - Contessa Brewer - Tom Brokaw - Christina Brown - Dara Brown - Mika Brzezinski - Pat Buchanan - Tucker Carlson - Ned Colt - Kevin Corke - Tom Costello - Lee Cowan - Patty Culhane - Ann Curry - Kristen Dahlgren - Lisa Daniels - Pat Dawson - Clare Duffy - Rehema Ellis rachel maddow martin bashir - Richard Engel | - Bob Faw - Susan Filan - Martin Fletcher - Michelle Franzen - Dawn Fratangelo - Dawna Friesen - Willie Geist - Kathie Lee Gifford - Stephanie Gosk - Jay Gray - Leanne Gregg - David Gregory - Donna Gregory - Savannah Guthrie - Charles Hadlock - Tamron Hall - Chris Hansen - Courtney Hazlett - Michelle Hofland - Amanda Ingersoll - Lester Holt - Chris Jansing - Alison Kartevold - Jinah Kim - Dan Kloeffler - Michelle Kosinski - Hoda Kotb - John Larson | - Matt Lauer - George Lewis - Janice Lieberman - Jim Maceda - Rachel Maddow - Chris Matthews - Jim Miklaszewski - Ron Mott - Lisa Myers - Keith Miller - Andrea Mitchell - Natalie Morales - Mark Mullen - Monica Novotny - Kelly O'Donnell - Norah O'Donnell - Roger O'Neil - Jeannie Ohm - Michael Okwu - Yonatan Pomrenze - Jim Popkin - Mark Potter - JJ Ramberg - Jill Rappaport - Milissa Rehberger - John Ridley - Amy Robach | - Fred Roggin - Al Roker - Luke Russert - Kerry Sanders - Martin Savidge - Joe Scarborough - Mara Schiavocampo - Bill Seward - Janet Shamlian - David Shuster - Mario Solis - Nancy Snyderman - Stephanie Stanton - Alison Stewart - Mike Taibbi - Don Teague - Bobbie Thomas - Anne Thompson - Lea Thompson - Kevin Tibbles - Chuck Todd - Meredith Vieira - Mike Viqueira - Brian Williams - Ian Williams - Pete Williams - Alex Witt - Jenna Wolfe - John Yang |

## MSNBC標誌演進

### 1996年－2009年
頻道的第一個標誌，結合了MSN和NBC。

### 2001年－2002年
這個標誌在九一一事件後開始使用，目標將頻道定位成「美國的新聞頻道」（America's News Channel）。從這時開始，標誌中的「N」字母改為紅色以配合接下來的字母顏色。孔雀圖案則以美國國旗作為背景。

### 2006年－至今、MSNBC電視標誌
2006年8月21日MSNBC開始使用這個新圖案作為官方的標誌。而在正式變更前，該頻道的節目《Doc Block》就曾使用過這個標誌。

### 2007年－至今、msnbc.com標誌
在2007年4月2日，msnbc.com推出了與原本字體不同的新標誌。

## 政治立場
立場被认为偏向支持民主黨及自由派，与右派及保守派的福克斯新聞相對。

## 外部連結
- 官方網站 （页面存档备份，存于）